# Leijiadian (köpinghuvudort i Kina, Hubei Sheng, lat 30,89, long 115,75)
Leijiadian (kinesiska: 雷家店) är en köpinghuvudort i Kina. Den ligger i provinsen Hubei, i den centrala delen av landet, omkring 140 kilometer öster om provinshuvudstaden Wuhan. Antalet invånare är 32 279. Befolkningen består av 15 517 kvinnor och 16 762 män. Barn under 15 år utgör 13,0 %, vuxna 15-64 år 71 %, och äldre över 65 år 15,0 %.
Runt Leijiadian är det ganska tätbefolkat, med 149 invånare per kvadratkilometer. Närmaste större samhälle är Yangliuwan, 7,5 km söder om Leijiadian. I omgivningarna runt Leijiadian växer i huvudsak blandskog.
Genomsnittlig årsnederbörd är 1 917 millimeter. Den regnigaste månaden är juli, med i genomsnitt 301 mm nederbörd, och den torraste är december, med 52 mm nederbörd.